# João Benta
João Ricardo Cardoso Benta (Esposende, 21 december 1986) is een Portugees voormalig wielrenner.

## Schorsingen
In oktober 2010 maakt hij zelf in Lissabon bekend positief getest te zijn op het gebruik van doping. Het zou gaan om een test die gedaan was in juli dat jaar. Later werd bekend dat het zou gaan om Cera en dat hij door de Portugese wielerbond voor drie jaar was geschorst. In 2023 liep hij nogmaals een schorsing op, ditmaal voor acht jaar wegens bezit van verboden middelen en vervoer hiervan. Al zijn resultaten vanaf de Ronde van Portugal in 2017 werden ongeldig verklaard. Hij zou nadien niet meer terugkeren in het profpeloton.

## Overwinningen
2008
Eindklassement Ronde van Portugal van de Toekomst
2015
1e etappe Trofeo Joaquim Agostinho
Eind-, punten- en bergklassement Trofeo Joaquim Agostinho
2016
1e etappe Trofeo Joaquim Agostinho
2017
4e etappe Trofeo Joaquim Agostinho
2019
8e etappe Ronde van Portugal

## Ploegen
- 2009 –  Madeinox Boavista
- 2010 –  Madeinox-Boavista
- 2015 –  Louletano-Ray Just Energy
- 2016 –  Louletano-Hospital de Loulé
- 2017 –  RP-Boavista
- 2018 –  Rádio Popular-Boavista
- 2019 –  Rádio Popular-Boavista
- 2020 -  Rádio Popular-Boavista
- 2021 -  Rádio Popular-Boavista
- 2022 -  Efapel Cycling

Benta · de Segovia · Dueñas · Evangelista · García · García de Mateos · Isidoro · Jorge · Mestre · Pinto · Rodrigues · Sabido · Valinho
Benta · Cañada · Cantero · de Segovia · Evangelista · García de Mateos · Isidoro · Magalhães · Sánchez · Pinto · Pires · Rodrigues · Silva · Teruel
Benta · Cardoso · Gomes · Gonçalves · Moreira · Pelegrí · Rodrigues · Salgado · Silin · Trofimov